# Фонд Ріната Ахметова
«Фонд Ріната Ахметова» (раніше «Розвиток України») — некомерційна організація, заснована в липні 2005 року українським олігархом Рінатом Ахметовим. Офіс розташовано в Києві, до знищення Маріуполя російськими військами, також діяв офіс у Маріуполі.

## Історія

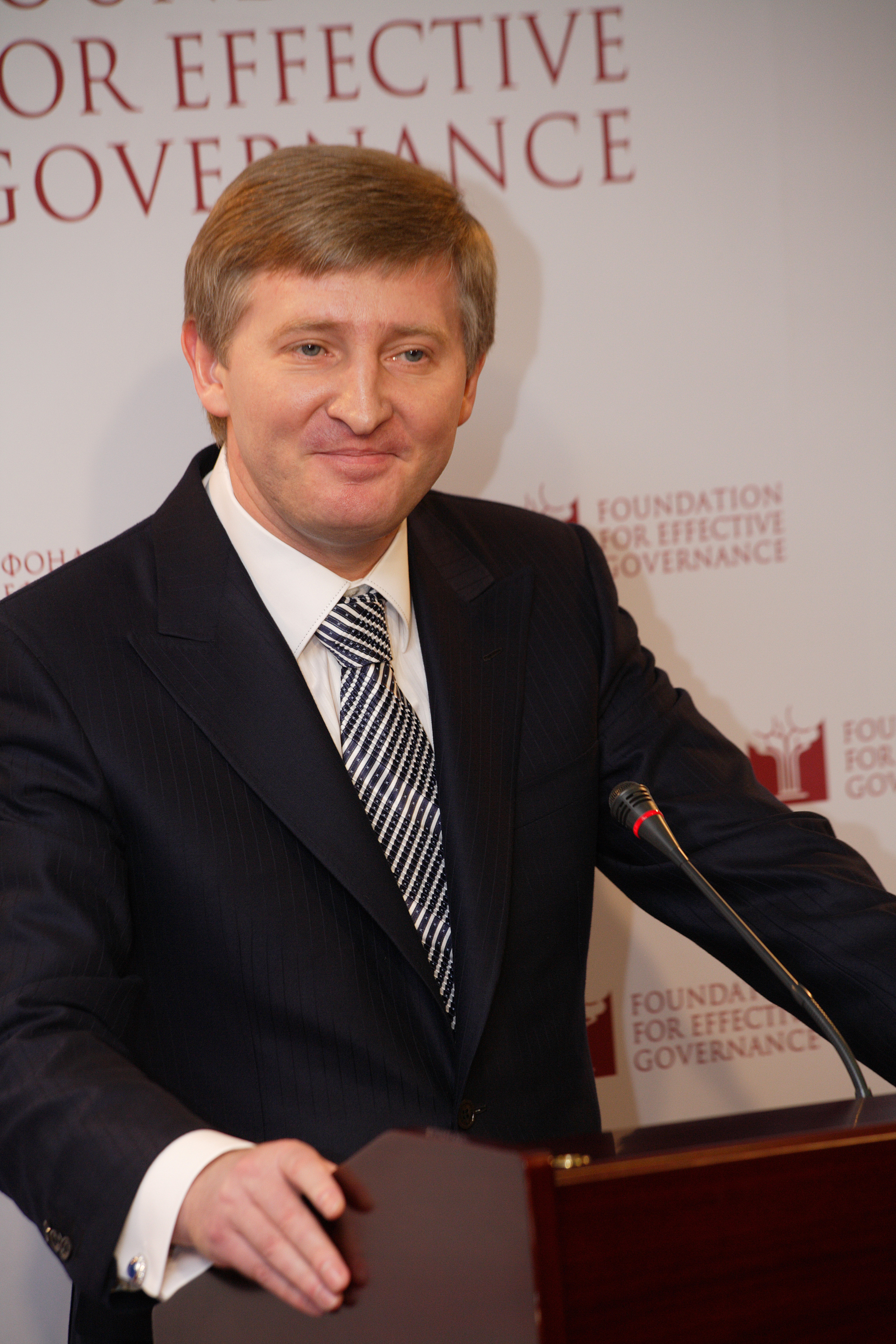
Ахметов, 2007

Фонд належить до групи компаній СКМ. З 19 березня 2008 року фонд діє як особистий БФ Ахметова, головного акціонера СКМ. 2014 року було створено гуманітарний штаб Ахметова для допомоги жителям Донбасу, що постраждали від російсько-української війни.
Після повномасштабного вторгнення РФ до України, фонд зосередився на продуктах і медикаментах для лікарень.
26 лютого пресслужба Ахметова оголосила про надання 50 млн грн на медикаменти та 100 млн на потреби Києва.
З 24 лютого по 1 червня 2022 року було заявлено, що структури Ахметова перерахували 2,4 млрд грн допомоги.
До 3 червня фонд заявив про передачу 600 тис. одиниць медикаментів, 60 тис. гемоконтейнерів і 187 тис. продуктових наборів. Також фонд надає психологічну підтримку переселенцям, діють  точки психологічної допомоги в Запоріжжі, Львові та Ужгороді.

## Проєкти

### Боротьба з COVID-19 в Україні
У лютому 2020 року створено проєкт «Боротьба з COVID-19 в Україні». На боротьбу з коронавірусом було заявлено про витрати у 500 млн грн.

### Мобільна жіноча консультація
2012 року фонд придбав для Національного інституту раку пересувний діагностичний комплекс. «Мобільна жіноча консультація». У цій клініці на колесах є гінекологічний (з апаратом УЗД, кольпоскопом, інвентарем для збору цитологічного матеріалу) та мамологічний кабінети. 4 лютого 2022 року фонд та Національний інститут раку підписали меморандум про співпрацю.

### 200 швидких
У липні 2019 фонд передавав закладам охорони здоров'я авто швидкої допомоги: автомобілі для екстреної допомоги дорослим, машини реанімації новонароджених та швидкі позашляховики для роботи в гірській місцевості та важкодоступних місцях.

### #РАКНЕВИРОК
2021 року фонд із журналом Vogue за підтримки столичного ЦУМу запустили проєкт #РАКНЕВИРОК.

### «Допоможемо»
Програму створено 2014 року для допомоги жителям Донбасу, які постраждали від російсько-української війни.

### Музей «Голоси мирних»

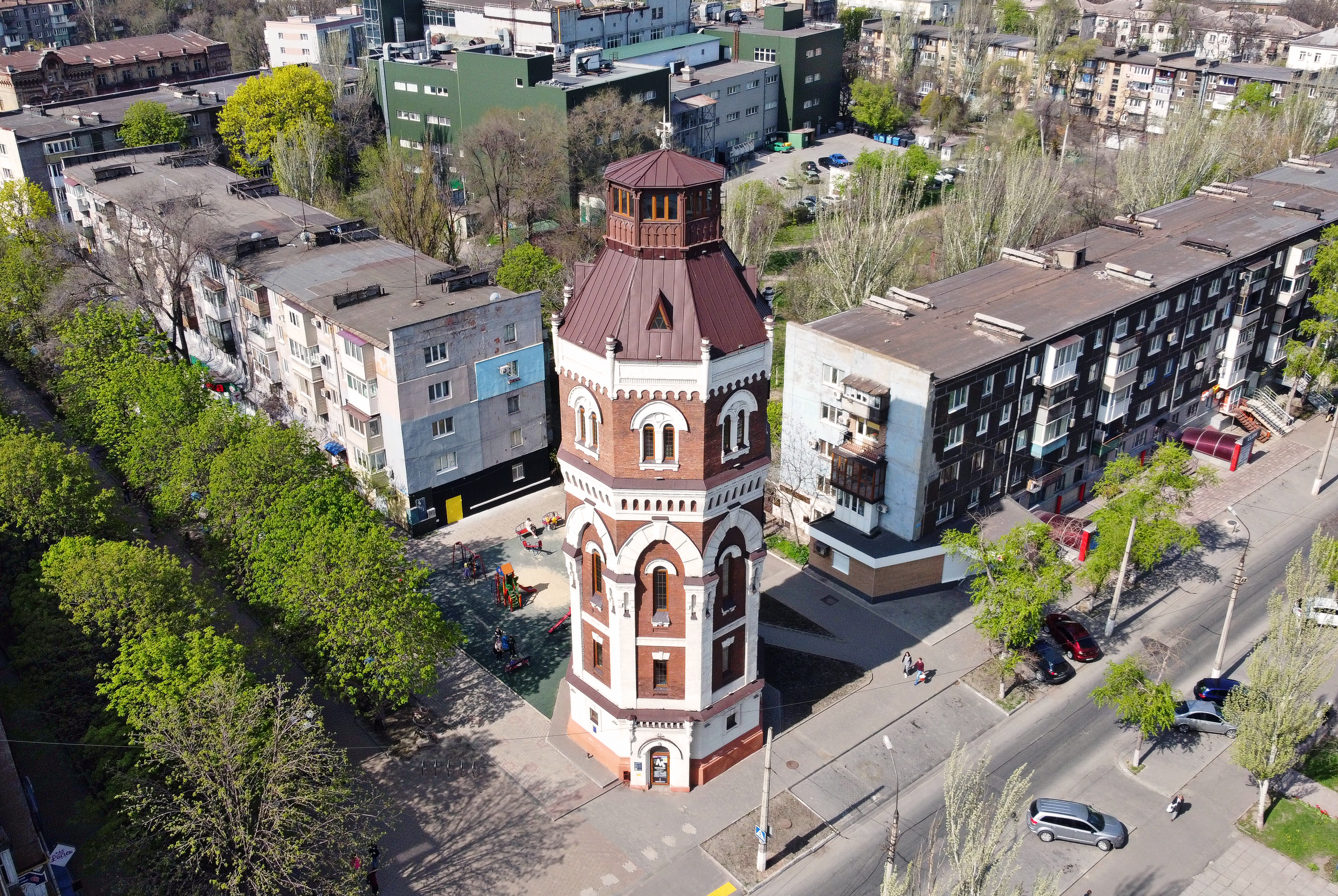
Маріуполь. Стара вежа

У липні 2021 року фонд відкрив музей «Голоси мирних», що документує долі людей, які постраждали від російської агресії.

### Здорове серце
З 2013 року фонд допомагає дітям із діагнозом «порок серця».

### Онлайн-проєкти

#### Запитай у тата
2020 — фонд із ведучим каналу «Україна» Максимом Сікорою запустили проєкт «Запитай батька». Це відеоблог для хлопчиків-сиріт і дітей, які виховуються без батька.

#### Карантин: онлайн-сервіси для вчителів
Фонд і Міністерство цифрової трансформації України створили освітній серіал «Карантин: онлайн-сервіси для вчителів». Це цикл відеокурсів про Google Classroom, Microsoft Teams, Cisco Webex, Zoom, Class Dojo, Classtime.

#### Освітній серіал «Діджитал-фізкультура для школярів за участю зірок спорту»
Фонд із Міністерством цифрової трансформації та ФК «Шахтар» створили освітній серіал «Діджитал-фізкультура для школярів за участю зірок спорту». Мета полягала в мотивації школярів, ізольованих від однолітків через карантин, до індивідуальних занять спортом і здорового способу життя.

### Реалізовані проєкти та програми

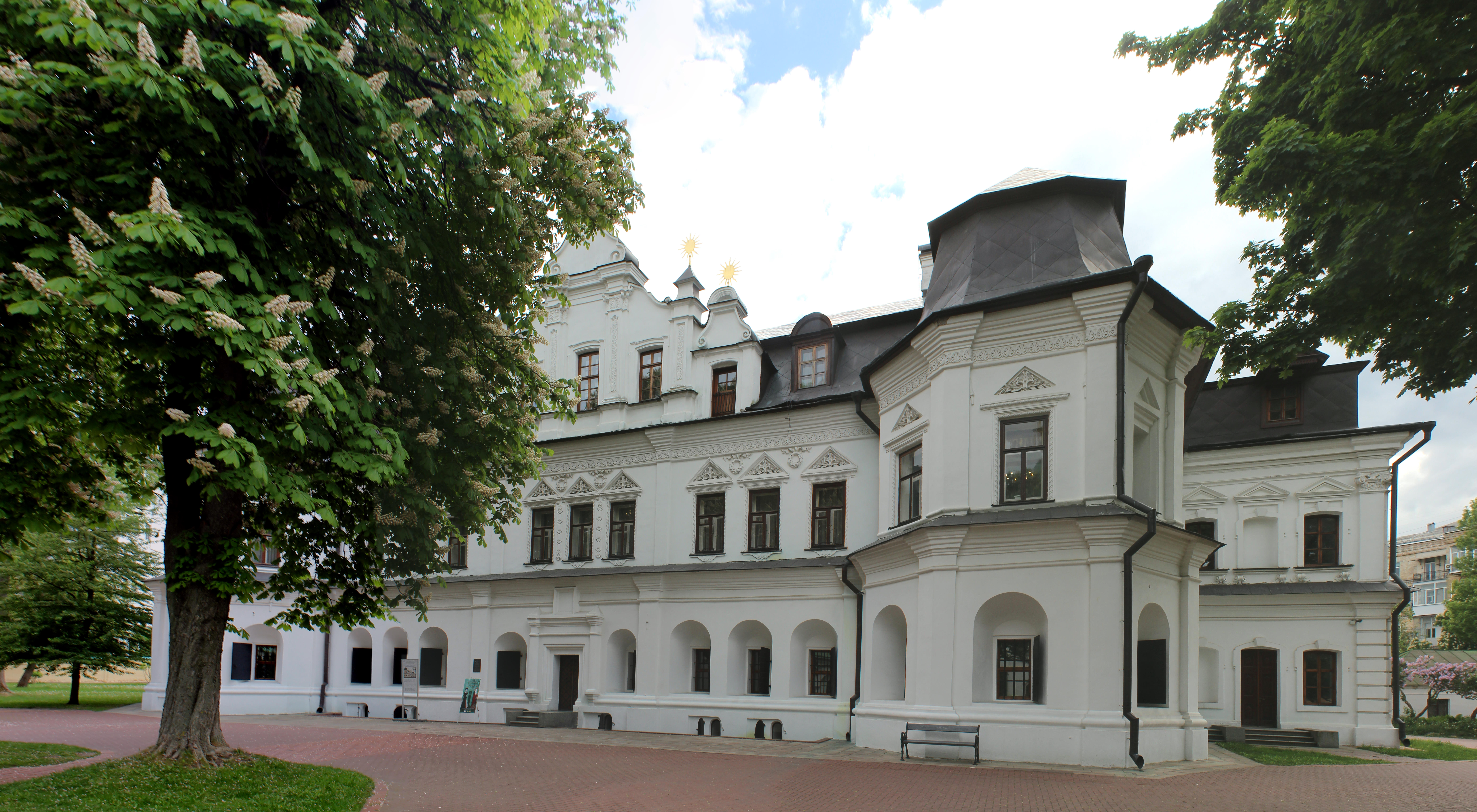
Будинок митрополита

З 2005 року Фонд реалізує проєкти національного рівня, спрямовані на усунення соціальних проблем українського суспільства. В активі установи близько 70 проєктів і програм у галузі охорони здоров'я, освіти та культури. Більшість проєктів — постійні.
- Реставрація Будинку митрополита в Національному заповіднику «Софія Київська». Для підтримки національної культурної спадщини в партнерстві з Національним заповідником «Софія Київська» протягом 2006—2008 років фонд реалізував проєкт реставрації та ревіталізації пам'ятника-музею українського бароко — Будинку митрополита[18]. Ця споруда внесена до Списку всесвітньої спадщини ЮНЕСКО. У вересні 2008 року з нагоди завершення реставрації та відкриття Будинку митрополита відбулася виставка з фондів одного з найвідоміших музеїв світу: «Аполлон у кузні Вулкана. Бронзові скульптури з колекції Людовика XIV у музеї Лувр» (Париж, Франція). Це зібрання було вперше представлено за межами Франції.
- E-health (телемедицина). Проєкт присвячений підвищенню ефективності медичного обслуговування та доступності високоспеціалізованих медичних послуг для пацієнтів за рахунок використання сучасного телекомунікаційного обладнання.
- Рак виліковний. Проєкт створено 10 липня 2008 року для підтримки державної системи допомоги онкологічним хворим. Інвестовано 315 млн грн. Серед завдань: підвищення рівня діагностики та лікування онкологічних захворювань.
- Реконструкція музею в селі Пирогово. 2008 року фонд виділив кошти на розвиток інфраструктури та реставрацію експонатів Національного музею народної архітектури та побуту України, протягом двох років проводилася робота з реставрації.
- Програма грантів і3 (ідея — імпульс — інновація)[19]. Надавала матеріальну підтримку в сферах розвитку візуального та театрального мистецтва, літератури, музейної справи та освіти у сфері культури. Програма виділяє гранти в напрямках професійні подорожі для індивідуальних художників чи інституцій, індивідуальні гранти на створення художніх робіт і подій в області культури, інституційні гранти на вироблення культурного продукту (від тренінгу до книги).
- Проєкт підтримки музеїв «Динамічний музей». Завдяки проєкту українські музеї могли отримати грант і спрямувати кошти на модернізацію і реалізацію нових проєктів.
- Вуличний Пес. У Донецьку працює програма ВСВ (Вилов. Стерилізація. Вакцинація. Чипування. Кліпсування. Випуск тварини в ареал мешкання). Також у Донецьку був відкритий притулок. європейського зразка для собак на 1000 особин.